# Debenhams
Debenhams plc is een Britse webwinkel met voorheen warenhuizen in Groot-Brittannië en Ierland en franchisewinkels in andere landen. Het bedrijf werd in de 18e eeuw opgericht als een op zichzelf staande winkel in Londen en groeide uit tot een winkelketen met 124 warenhuizen op zijn piek (2020). De webshop biedt kleding, huishoudelijke artikelen en meubelen en is bekend om haar merk 'Designer at Debenhams', dat sinds 1993 wordt gevoerd.
Het hoofdkwartier bevindt zich in Regent's Place in de Londense wijk Camden. De onderneming was eigenaar van de Deense warenhuisketen Magasin du Nord en had een dochteronderneming in Ierland. In december 2020 werd een faillissementsaanvraag gedaan. Begin 2021 nam de webwinkel Boohoo het bedrijf over; de fysieke winkels werden grotendeels verkocht. 

## Geschiedenis

### 18e en 19e eeuw
William Clark startte in 1778 een manufacturenhandel aan 44 Wigmore Street in Londen. In 1813 werd William Debenham partner en de naam van de zaak werd gewijzigd in Clark & Debenham. Later werd de naam van de winkel gewijzigd in Cavendish House. Het assortiment bestond uit manufacturen, kant, zijde, fournituren, modeartikelen en rouwkleding. Naarmate de handel groeide besloten de partners tot uitbreiding van de handel door filialen te openen in andere delen van Engeland.
In 1823 opende Clark & Debenham manufacturenhandel in Cheltenham aan 3 Promenade Rooms, waar men een selectie van zijde, mousseline, sjaals, handschoenen, kant en luxe goederen. De nieuwe winkel bloeide. In 1837 trok Clark zich terug uit het bedrijfsleven en Debenham ging verder met twee personeelsleden in wie hij het meeste vertrouwen had als partner; William Pooley en John Smith. De winkels in Londen en Cheltenham werden gevoerd onder de naam Debenham, Pooley & Smith. Rond 1840 werd het management van de Cheltenham tak overgedragen aan Debenhams zwager, Clement Freebody. Rond 1843 werd nog een ander filiaal winkel geopend in Harrogate.
In oktober 1844 opende de uitgebreide en gerenoveerde winkel in Cheltenham. Pooley en Smith gingen in 1851 met pensioen, waarna zijn zwager Clement Freebody partner werden. De naam wijzigde in Debenham & Freebody. Op dat moment was het assortiment van de drie winkels in Londen, Cheltenham en Harrogate gelijk en werd een catalogus uitgegeven met de titel Fashion Book. Dit was de basis voor een uitgebreide postorderhandel. In 1876 ging Freebody met pensioen, waarna er een nieuwe partner, Georde Hewitt, toetrad en Debenham & Hewitt ontstond.  Hewitt zou in de winkel in Cheltenham gewerkt hebben als assistent manufacturenverkoper tijdens de beginjaren '60 van de 19e eeuw. Vanaf 1883 was hij enig eigenaar van de winkel in Cheltenham, nadat Frank en William Debenham zich hadden teruggetrokken om  het filiaal in Londen als een separate onderneming te exploiteren.

### 20e eeuw

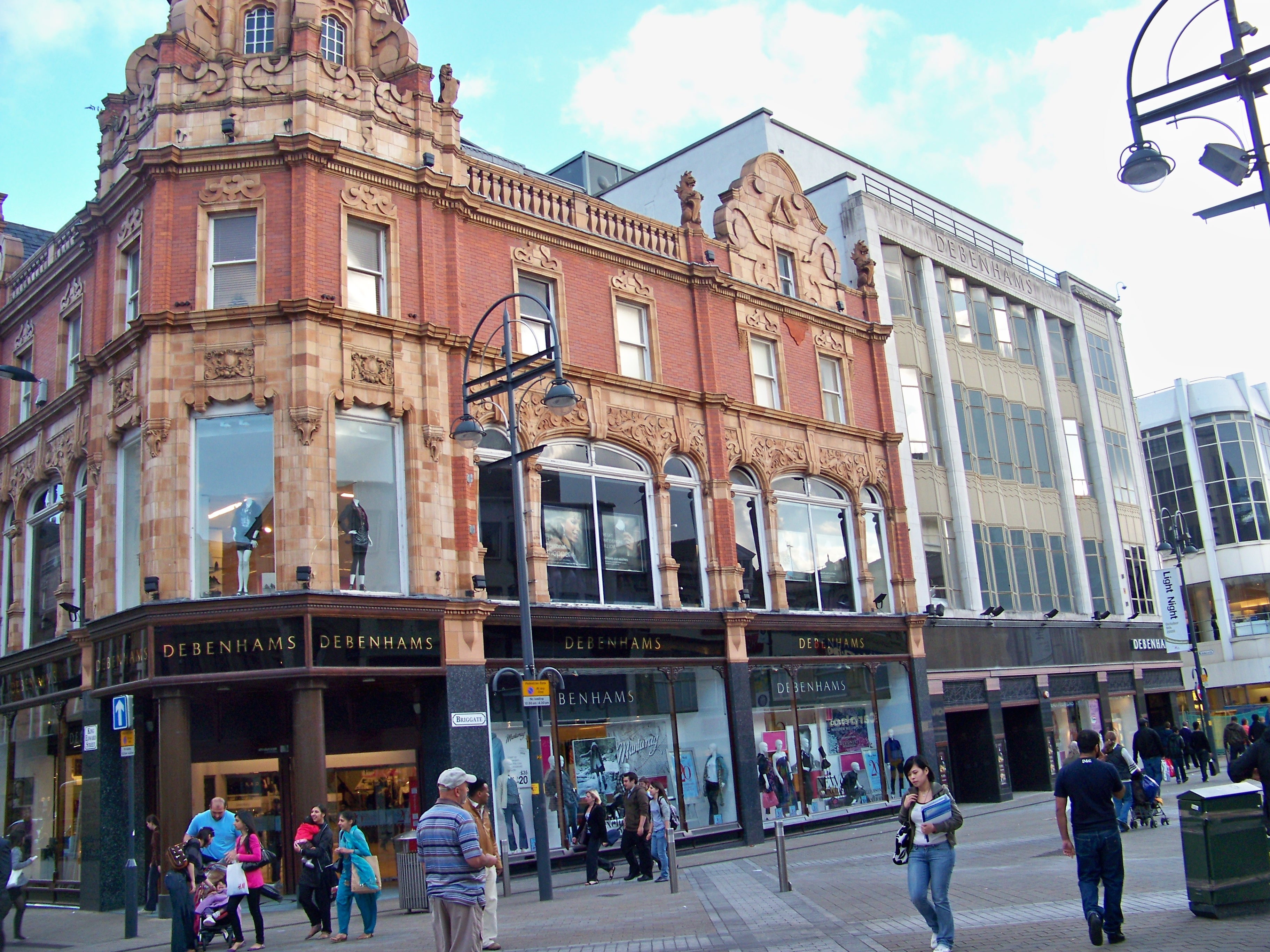
Debenhams op Briggate in Leeds

In 1905 werden de activiteiten ondergebracht in Debenhams Limited. De eerste overname was Marshall & Snelgrove aan Oxford Street in Londen door een fusie in 1919. Een jaar later werd Harvey Nichols overgenomen. De meeste van de overgenomen warenhuizen behielden hun eigen identiteit totdat een uniforme huisstijl uitgerold werd. De eerste notering aan de London Stock Exchange dateert van 1928, kort nadat de retailgroep Drapery Trust werd overgenomen.
In 1976 nam de onderneming Browns of Chester over. Gedurende de jaren '70 vond er diversificatie plaats door de in het zuidoosten actieve supermarktketen Cater Brothers te kopen in 1972, nadat de voorzitter van dit bedrijf, Leslie Cater, was overleden. Gebruikmakend van deze aankoop werden de 40 food halls in de Debenhams warenhuizen gemoderniseerd en kregen de naam Cater's Food Halls. Daarnaast werden er twee nieuwe Cater superstores geopend. Hoewel de zaken goed liepen in de concurrerende markt, werd de supermarktketen in 1979 aan Allied Suppliers die de winkels ombouwde naar hun eigen Presto-formule.
In 1985 werd het Debenhams concern overgenomen door de Burton Group. Dit duurde tot januari 1998. Debenhams werd afgesplitst en kreeg weer een eigen beursnotering aan de London Stock Exchange.

### 21e eeuw

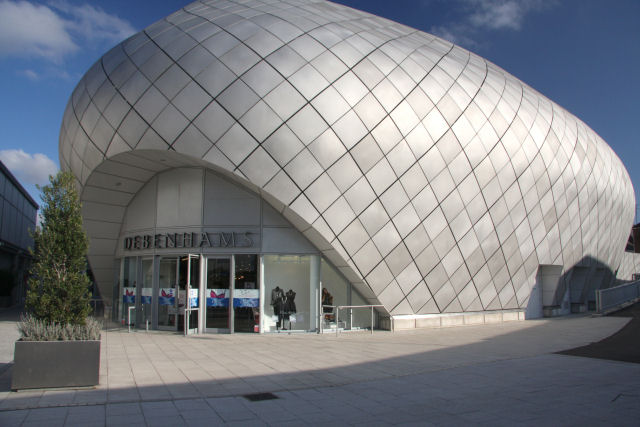
Debenhams in Bury St Edmunds

Debenhams opende haar grootste Britse winkel op 4 september 2003 in het nieuwe Bull Ring winkelcentrum in Birmingham. De nieuwe winkel heeft een oppervlakte van 19.230 m² en opende 20 jaar nadat de vestiging in het centrum van Birmingham sloot vanwege de dalende verkopen.
Een privaat consortium onder de naam Baroness Retail Limited nam de onderneming in november 2003 over voor £ 1,72 miljard en het bedrijf verdween weer van de beurs. Op het moment van de overname telde Debenhams 102 winkels in Het Verenigd Koninkrijk en Ierland en 10 winkels in Europa en het Midden Oosten. Drie jaar later keerde het weer terug op London Stock Exchange. De verkopers waren CVC Capital Partners, Texas Pacific Group, Merrill Lynch Global Private Equity, en het management. Na de verkoop bezaten zij nog 43% van de aandelen.
In maart 2009 kocht de onderneming de merknaam en voorraden op van Principles. Principles exploiteerde concessies in 121 Debenhams winkels en werd een nieuw leven ingeblazen door Ben de Lisi als onderdeel van de productlijn 'Designers at Debenhams'. In november 2009 nam Debenhams de zes warenhuizen van de Deense warenhuisketen Magasin du Nord over voor 12,3 miljoen Britse pond. 
In juli 2010 nam Debenhams de concessie over van de 115 Faith verkooppunten in haar winkels.
Debenhams verhuisde naar een nieuw hoofdkantoor in Brock Street in Londen in 2013. Het pand met een kantooroppervlakte van 16000 m² wordt voor 25 jaar geleased van de ontwikkelaar British Land.
Op 13 januari 2014 werd gemeld dat 4,6% van de aandelen van Debenhams gekocht waren door Sports Direct met de intentie tot ondersteunend aandeelhouder. De aankoop met een waarde van 46 miljoen pond was gedaan zonder medeweten van het bestuur van Debenhams. Het bestuur van Debenhams reageerde dat zij er open instonden en wilden onderzoeken of er operationele kansen waren om de resultaten te verbeteren. Sports Direct verkocht zijn aandelen weer op 16 januari 2014, hoewel zij een optie namen om aandelen te kopen tot een aandeel van 6,6%.

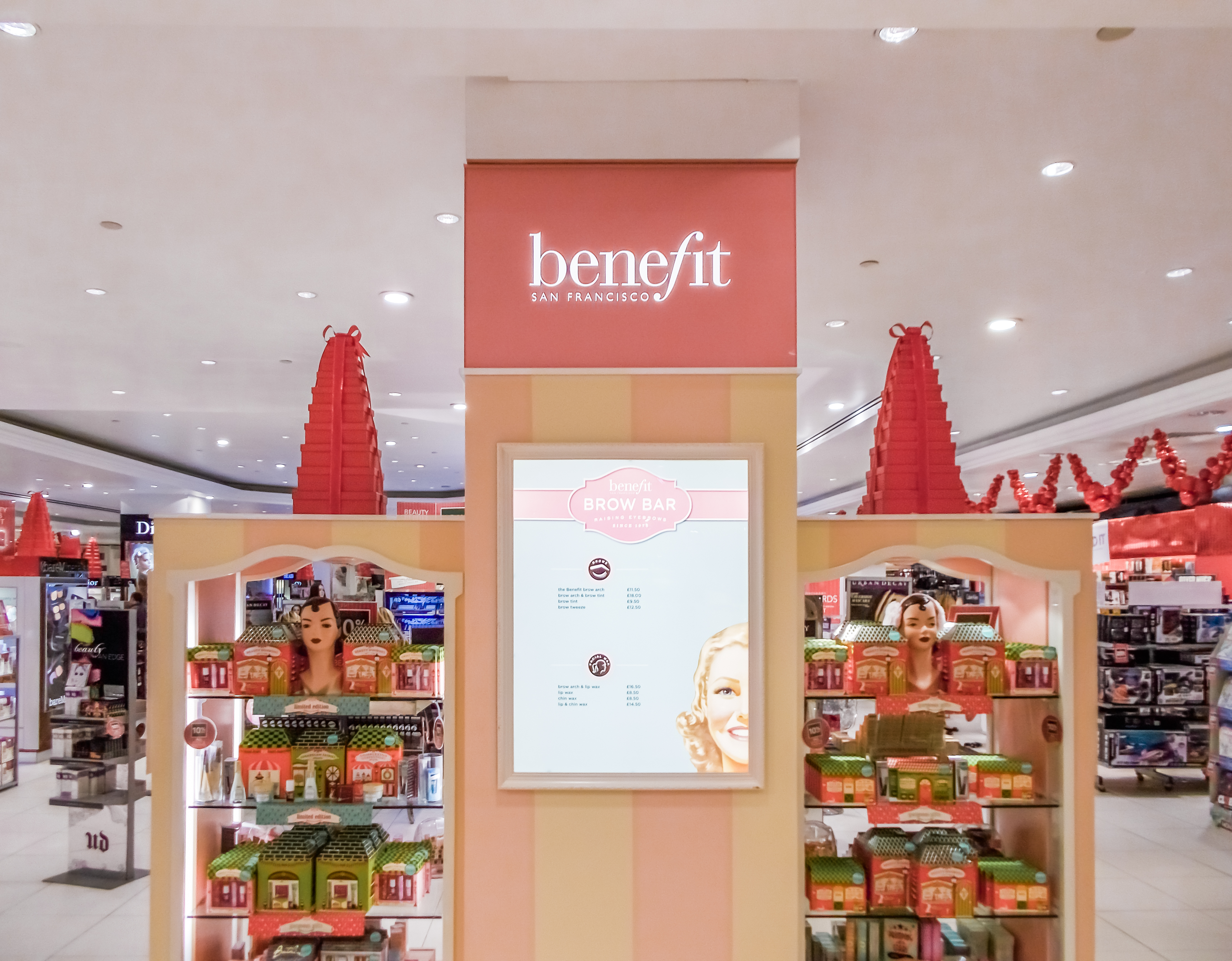
Cosmeticastand in het Londense filiaal Sutton

In 2019 kwam het bedrijf in handen van hedgefondsen en crediteuren Silver Point Capital en Golden Tree.
In april 2020 vroeg Debenhams bescherming aan tegen de schuldeisers. Door de coronapandemie gingen de winkels dicht en bleef het bedrijf zitten met hoge onverkochte voorraden. De 142 winkels gingen dicht en de meeste van de medewerkers werden naar huis gestuurd. Door een regeling van de Britse overheid kregen zij toch nog 80% van hun salaris uitgekeerd. Een curator werd aangesteld om een koper te zoeken voor Debenhams. Met JD Sports voerde het lange tijd gesprekken over een overname, maar er kon geen overeenstemming worden bereikt. Nadat de gesprekken waren stukgelopen werd het faillissement aangevraagd.
De warenhuizen van Magasins du Nord werden bij het faillissement in 2021 overgenomen door Peek & Cloppenburg Düsseldorf.

## Winkels

### Groot-Brittannië, Ierland en Denemarken

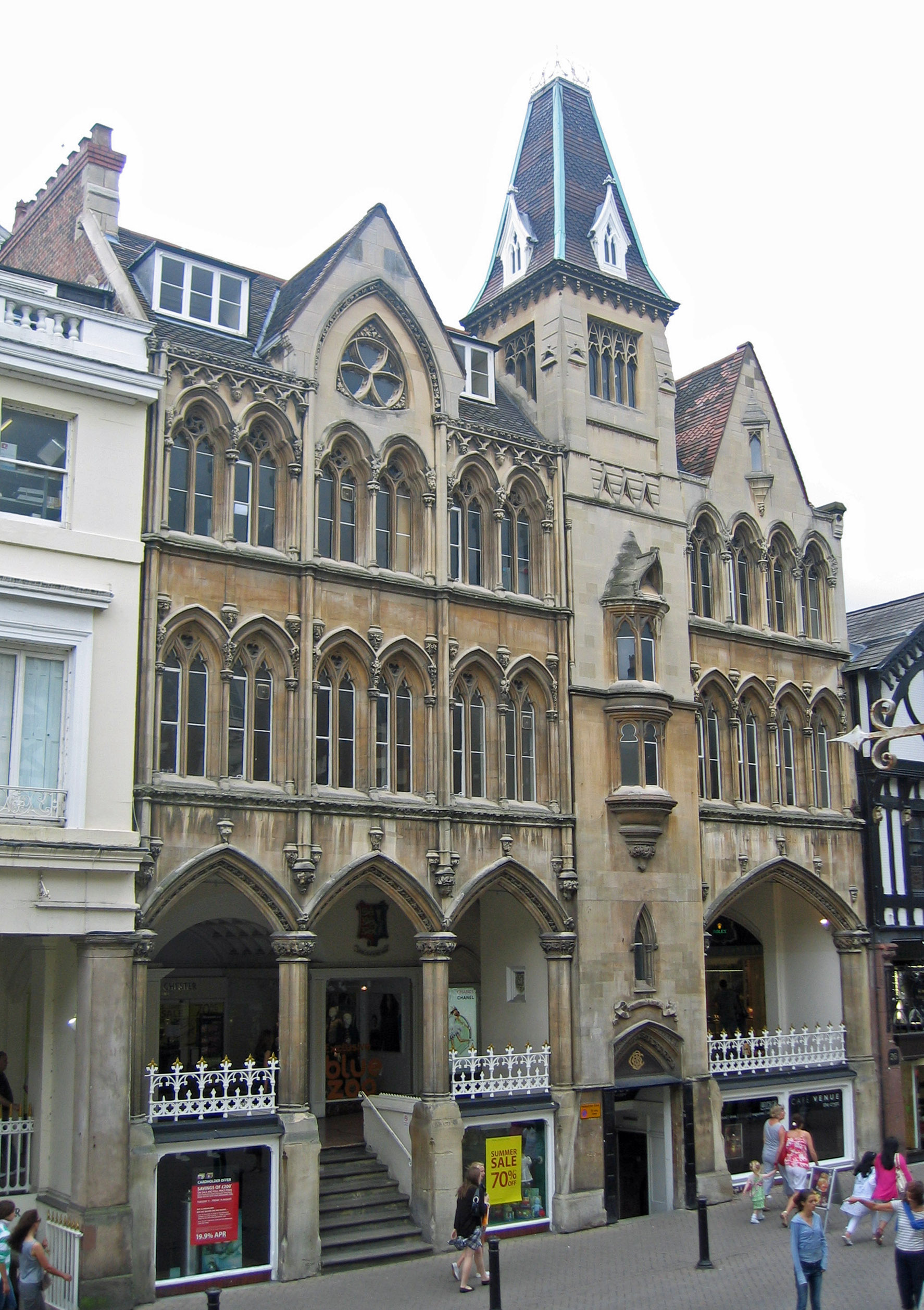
Het pand van het voormalige Browns of Chester in Chester dat geclassificeerd is als een Grade I-monument.

In 2015 baatte het concern 178 winkels uit in Groot-Bittannië, Ierland en Denemarken. De winkels in de Denemarken werden uitgebaat onder de naam Magasin du Nord. De winkels in Ierland, waarvan de meeste voorheen onder de naam Roches Stores opereerden,  werden uitgebaat door de dochteronderneming Debenhams Ireland. 
Debenhams had het grootste filialennetwerk van de traditionele warenhuizen in Groot-Brittannië. Het merendeel van de oorspronkelijke individuele winkelnamen van de warenhuizen werd in de jaren 1970 vervangen door "Debenhams". Ten tijde van het faillissement voerden alle warenhuisfilialen de naam "Debenhams". De nieuwere warenhuizen waren veelal gevestigd in regionale winkelcentra.
De groep bestond uit de samensmelting van de onderstaande winkels:
- Adnitt Brothers (Northampton) Overgenomen in 1952 en hernoemd in 1973.
- Affleck & Brown (Manchester) Overgenomen in 1920.
- Allders (Basildon, Chatham, Clapham Junction, Portsmouth etc.)
- V H Bennett (Weymouth)
- Bobby & Co. (Bournemouth, Eastbourne, Exeter, Torquay etc.) Overgenomen in 1928 als onderdeel van Drapery Trust.
- Bonds (Chelmsford)
- Bon Marché (Gloucester); Overgenomen in 1928 als onderdeel van Drapery Trust. Hernoemd in 1971.
- Browns of Chester (Bangor, Chester); Overgenomen in 1975.
- Busbys (Bradford);Overgenomen in 1958. Hernoemd in 1973. Gesloten in 1978.
- W & A Chapman (Taunton)
- Corders (Ipswich); Samengevoegd met Footman Pretty toen de huidige winkel was gebouwd.
- Curl Brothers (Norwich)
- Drages (High Holborn & Birmingham); Overgenomen in 1928 als onderdeel van Drapery Trust.
- Elliston & Cavell (Oxford); Overgenomen in 1953.
- Footman Pretty (Ipswich); Samengevoegd met Corders nadat de huidige winkel was gebouwd.
- Griffin & Spalding (Nottingham); Overgenomen in 1944.
- Edward Grey (Birmingham)
- Handleys (Southsea)
- John K Hubbard (Worthing)
- Jermyns (Kings Lynn)
- Jones (Bristol)
- Edwin Jones (Southampton)
- Kennards (Croydon & Staines); Overgenomen in 1928 als onderdeel van Drapery Trust.
- William Lefevre (Canterbury)
- Lewis's (Glasgow and Hanley)
- Marshalls Ltd; Overgenomen in 1928 als onderdeel van Drapery Trust.
- J. Newhouse (Middlesbrough)
- Nicholsons (Bromley)
- Marshall & Snelgrove (Oxford Street, London, etc.) ; Samengevoegd in 1919.
- Owen Owen (Crawley)
- Pauldens (Manchester, Sheffield) Overgenomen in 1920.
- Pendleburys (Wigan); Overgenomen in 1948.
- Plummer Roddis (Bournemouth, Southampton, Hastings etc.)
- Ranbys (DerbyE P Rose (Bedford)
- Matthias Robinson (Leeds, Stockton-on-Tees); Overgenomen in 1962.
- E P Rose (Bedford)
- Sheriff & Ward (Winchester)
- Simes (Worcester)
- Smiths (Nuneaton & Stratford upon Avon)
- Sopers (Harrow, London)
- Spooners (Plymouth)
- Stones (Romford); Overgenomen in 1960.
- Style & Gerrish (Salisbury)
- Swan & Edgar (Piccadilly Circus); Overgenomen in  1928 als onderdeel van Drapery Trust.
- Taylors of Clifton (Clifton, Bristol)
- Wellsteeds (Reading)
- Woolland Brothers (Knightsbridge); Overgenomen in  1949. Gesloten in 1967.
- Thornton Varley (Kingston-upon-Hull)

### Internationale franchising
Het Debenhams merk wordt gebruikt voor winkels die het merk onder licentie gebruiken in 26 landen. Dit zijn Armenië, Bahrein, Bulgarije, Cyprus, Tsjechië, Egypte, Estland, Hongarije, IJsland, India, Indonesië, Iran, Jordanië, Kazachstan, Koeweit, Letland, Maleisië, Malta, Pakistan, Filipijnen, Qatar, Roemenië, Rusland, Saudi Arabië, Turkey, Verenigde Arabische Emiraten, en Vietnam. De onderneming kondigde in januari 2013 aan dat het het aantal internationale franchisevestigingen wilde laten groeien naar 150 binnen 5 jaar.

### Rusland
Eind 2015 werd bekendgemaakt dat de zeven Stockmann winkels in Rusland overgenomen zijn door Riviva Holdings Limited, dat de franchiserechten heeft voor Debenhams voor Rusland. De filialen zouden binnen twee jaar omgevormd naar Debenhams filialen, maar dit werd echter niet omgezet.